# Etrumeus
Etrumeus – rodzaj ryb promieniopłetwych z rodziny śledziowatych (Clupeidae).

## Rozmieszczenie geograficzne
Do rodzaju należą gatunki występujące w wodach w Oceanu Atlantyckiego, Indyjskiego i Spokojnego oraz w Morzu Czerwonym.

## Morfologia
Długość ciała do 33 cm; brak szczegółowych danych dotyczących masy ciała.

## Systematyka
Rodzaj zdefiniował w 1853 roku holenderski ichtiolog Pieter Bleeker w artykule zatytułowanym Odczyty na temat ichtiologii Japonii, opublikowanym w czasopiśmie „Verhandelingen van het Bataviaasch Genootschap van Kunsten en Wetenschappen”. Gatunkiem typowym jest (oznaczenie monotypowe) śledź okrągły (E. micropus).

### Etymologia
- Etrumeus: japońska nazwa Etrumei wasi (pisana również Etrumei-Iwashi) dla śledzia okrągłego[7].
- Perkinsia: niewątpliwie eponim, lecz autor nie wyjaśnił kogo miał honorować[2]. Gatunek typowy (oznaczenie monotypowe): Perkinsia othonops Eigenmann, 1891 (= Etrumeus acuminatus Gilbert, 1890).
- Halecula: wymarły rodzaj Halec Agassiz, 1834; łac. przyrostek zdrabniający -ula[8]. Gatunek typowy (oznaczenie monotypowe): Etrumeus acuminatus Gilbert, 1890.
- Parahalecula: gr. παρα para ‘blisko,  obok’[9]; rodzaj Halecula Jordan, 1925.

### Podział systematyczny
Do rodzaju należą następujące gatunki: 
- Etrumeus acuminatus Gilbert, 1890
- Etrumeus golanii DiBattista, Randall & Bowen, 2012
- Etrumeus jacksoniensis Macleay, 1878
- Etrumeus makiawa Randall & DiBattista, 2012
- Etrumeus micropus (Temminck & Schlegel, 1846) – śledź okrągły[10]
- Etrumeus sadina (Mitchill, 1814) – śledź obły[11]
- Etrumeus whiteheadi Wongratana, 1983
- Etrumeus wongratanai DiBattista, Randall & Bowen, 2012